# Альянс продюсеров кино и телевидения
Алья́нс продю́серов кино́ и телеви́дения (англ. Alliance of Motion Picture and Television Producers; аббр. AMPTP) — торговая ассоциация, базирующаяся в Шерман-Окс (Калифорния), и представляющая интересы более 350 американских теле- и кинокомпаний на коллективных переговорах с профсоюзами индустрии развлечений, среди которых, в частности SAG-AFTRA, Гильдия режиссёров Америки, Гильдия писателей Америки Запада и Востока, Американская федерация музыкантов и Международный альянс работников театральной сцены.

## Обзор
Являясь официальным представителем индустрии развлечений на коллективных переговорах, AMPTP, как и Ассоциация кинокомпаний (MPAA), представляет собой ключевую торговую ассоциацию для крупнейших кино- и телепродюсеров США. В настоящее время AMPTP ведёт переговоры по 80 общеотраслевым коллективным договорам от имени более чем 350 производителей кино и телевидения. Компании-участники AMPTP включают крупные киностудии (в том числе Paramount Pictures, Sony Pictures, Universal Pictures, Walt Disney Studios и Warner Bros.), основные телевизионные сети (включая ABC, CBS, FOX и NBC), потоковые сервисы, такие как Netflix, Apple TV+ и Amazon некоторые сети кабельного телевидения и другие независимые кино- и телекомпании.

## История
AMPTP была основана в 1924 году под названием Ассоциация продюсеров кино (англ. Association of Motion Picture Producers, AMPP). В 1964 году она объединилась с Альянсом продюсеров телевизионных фильмов (англ. Alliance of Television Film Producers, ATFP) и была переименована в Ассоциацию продюсеров кино и телевидения. В 1966 году она также объединилась с Обществом независимых производителей (образовано в 1964 году). В сентябре 1975 года Universal вышла из Ассоциации во время переговоров о сотрудничестве, а United Artists и Walt Disney Productions также уведомили Ассоциацию о своём намерении выйти в следующем месяце. Paramount и Universal создали новую организацию — Альянс. В 1982 году Альянс и AMPTP объединились в Альянс продюсеров кино и телевидения.
С момента образования Альянса продюсеров кино и телевидения (AMPTP) в 1982 году в нём было всего два президента. Ник Каунтер был президентом AMPTP с 1982 по март 2009 года. После ухода Каунтера в отставку в марте 2009 г. его обязанности временно исполняла Кэрол Ломбардини, ставшая постоянным президентом через семь месяцев.
AMPTP была филиалом MPAA, а Джек Валенти являлся президентом обеих организаций.
Среди других бывших президентов и председателей были Джозеф Шенк, Лью Вассерман, Сид Шейнберг, Фрэнк Я. Фриман и Ричард Дженкс.
Джаррид Гонсалес был представителем AMPTP с 2015 по 2023 год.

### Гильдия постпроизводства
В 2022 году работники постпроизводства в Нью-Йорке, представленные организацией Communications Workers of America (CWA) под названием The Post Production Guild, подписали профсоюзные карточки и обратились к AMPTP с просьбой о добровольном признании профсоюза. AMPTP отказалась добровольно признать профсоюз, заявив, что поддерживает «процесс тайных выборов, в результате которого профсоюз может быть сертифицирован в качестве представителя работников на коллективных переговорах». CWA назвала AMPTP «антипрофсоюзной», утверждая, что работники являются «супервайзерами» и не имеют права на представительство в Национальном управлении по трудовым отношениям. 8 марта 2022 года группа подала заявку на проведение профсоюзных выборов.

## Комментарии
1. ↑  Ранее «Ассоциация продюсеров кино и телевидения» (англ. Association of Motion Picture and Television Producers)[1].
2. ↑  Основана в 1951 году[6].